# Monument au général Faidherbe
Le monument au général Faidherbe est une statue équestre du général français Louis Faidherbe, située à Lille. Conçue par Antonin Mercié, fondue par Thièbaut frères, elle est inaugurée en 1896 sur la place Richebé et est inscrite au titre des monuments historiques en 1975.

## Description
Le Monument au général Faidherbe est situé sur la place Richebé à Lille (Nord). C'est une statue équestre en bronze représentant le général français Louis Faidherbe, né dans cette commune, rue Saint-André.
Le piédestal de la statue relate le combat du général durant la bataille de Bapaume de 1871 qui s'est déroulée durant la guerre franco-allemande et dont le général est sorti vainqueur.

## Historique

### Le projet
Le projet naît en 1889, à la mort de Faidherbe, lorsque le maire de Lille adresse une demande d'autorisation au préfet en vue de l'érection d'un monument à la gloire du général Faidherbe. Ce dernier, né à Lille, avait été commandant de l'armée du Nord pendant la guerre franco-prussienne puis, sous la Troisième République, député puis sénateur du Nord. Autorisée l'année suivante, l'emplacement initial est prévu place de la République. Mais cette place est jugée trop vaste par la commission du monument pour accueillir une statue de la taille envisagée. C'est donc la place Richebé, attenante à la place de la République, qui est choisie. Un concours est lancé la même année ainsi qu'une souscription, qui rapporte 186 372,55 francs français. Au terme du concours, la statue est sculptée par Antonin Mercié et le piédestal est dessiné par l'architecte Paul Pujol et est inaugurée le 25 octobre 1896 sur la place Richebé,.

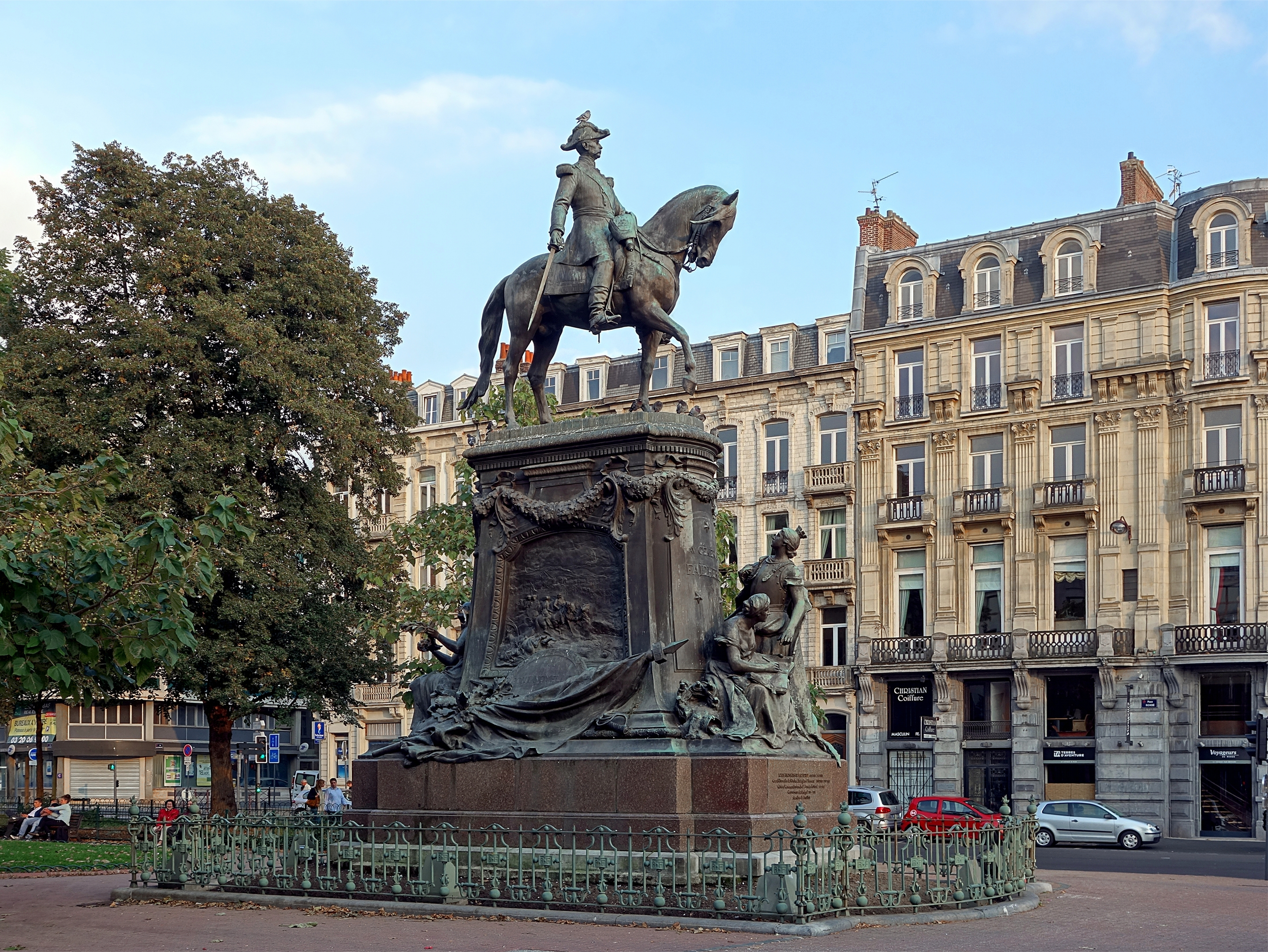
Le monument au général Faidherbe

Le monument est inscrit en 1975 à l'inventaire des monuments historiques.

### Critiques du monument
Le général Louis Faidherbe est particulièrement critiqué pour avoir été un colonisateur violent du Sénégal et de l'Algérie, et un promoteur de théories racistes, raisons pour lesquelles un collectif réclame depuis 2018 que la marie revoit les nombreux hommages qui lui sont rendus dans la ville (statue, rue, lycée).
Le 21 juin 2020, le monument au général Faidherbe, situé à Lille, est recouvert des mots « colon » et « assassin », ainsi que « Sénégal », « Algérie » et « Kabylie ». La veille, une manifestation avec comme mot d'ordre Faidherbe doit tomber demandait son retrait de l'espace public. Sur les banderoles et les pancartes, se trouvaient les slogans : « je ne suis pas Faidherbe », « Mon patrimoine ch’ti n’est pas colonialiste », ou bien « Qui veut (encore) célébrer le colonialisme ? 200 ans, ça suffit. Faidherbe doit tomber ». Pour le journaliste Jean-François Rabot, la mairie doit au minimum, à défaut de « retirer la statue pour la placer dans un musée », apposer « une plaque explicative ».